# Fontaine de Mirette (Laval)
La fontaine de Mirette était une fontaine située au pied d'une tour des Remparts de Laval, au bas d'une ruelle que l'on aperçoit dans la rue Neuve, sur la droite en allant à la Chevollière, et non loin de l'Hôtel de ville de Laval, dans le département de la Mayenne. Antérieurement, son bassin était découvert, on pouvait s'y mirer, ce qui sans doute lui fit donner son nom.

## Histoire
Elle recevait le superflu des eaux de la fontaine Saint-Tugal, qui s'y rendaient au travers du mur de ville. Une inscription sur une petite table de marbre noir indiquait Ex Luto FIT AQUA. Aedilibus Petro Letourneur Carolo Frin. MDCCXXXVII Aedificavit Carolus Levrot.. Au XIXe siècle, elle est close d'une maçonnerie sans ornements, et pourvue d'une pompe.